# Анзорге, Конрад
Конрад Анзорге (нем. Conrad Eduard Reinhold Ansorge; 15 октября 1862, Бухвальд, королевство Пруссия — 13 февраля 1930, Берлин) — немецкий пианист, композитор и музыкальный педагог.

## Биография
Конрад Анзорге родился 15 октября 1862 года в Бухвальде близ Либау (королевство Пруссия).
Окончив гимназию в Ландесхуте, в 1880—1882 годах учился в Лейпцигской консерватории, затем в Веймаре у Ференца Листа, сопровождал его в Рим. В 1887 году Анзорге выехал в Северную Америку, где с большим успехом выступал как пианист. С 1893 года жил в Веймаре, с 1895 — в Берлине. К этому времени относятся его первые вокальные произведения на стихи современных поэтов Штефана Георге, Альфреда Момберта, Станислава Пшибышевского. В 1898—1903 годах преподавал фортепиано в Консерватории Клиндворта-Шарвенки в Берлине, гастролировал в Германии и Европе, в 1906 году — в Южной Америке.
В 1910—1925 годах Конрад Анзорге проводил летние мастер-классы в Кёнигсбергской консерватории, с 1913 года — профессор. В 1919 году принял класс фортепиано в Консерватории Клиндворта-Шарвенки; с 1920 года — руководитель фортепианного мастер-класса в Немецкой академии музыки в Праге. Среди его учеников, в частности, Эдуард Эрдман, Алиса Херц-Зоммер, Теофил Деметриеску.
Могила Конрада Анзорге находится на государственном кладбище Хеерштрассе в Берлине-Вестенде . До 2013 года могила входила в список почётных захоронений города Берлина.

### Семья
Отец — Пауль Анзорге (нем. Paul Ansorge; 1836—1884), продавец; мать — Анна Айтрих (нем. Anna Eitrich; 1840—1881).
Жена (с 14.7.1891) — Маргарета (нем. Margarete; 1872—1944), пианистка; дочь Альберта Вегелина (нем. Albert Wegelin; 1841—1888) и Софи Клосс (нем. Sophie Kloss; 1847—1892).
Дети:
- сын — Иоахим (1893—1947), пианист;
- сын, две дочери.

## Творчество
Будучи признанным виртуозом, всегда боролся с «виртуозностью» и погоней за эффектами. Его исполнение отличалось одухотворенностью, особенное восхищение вызывало исполнение произведений Бетховена, Шуберта, Шумана, Шопена и Листа.
Среди его сочинений — более 100 песен, камерные и оркестровые произведения и др. Отмечается стилистическая принадлежность его работ периоду экспрессионизма.

### Избранные сочинения
для голоса
- более 100 песен
- реквием для мужского хора, тенора и оркестра op. 25

для фортепиано
- три сонаты (op. 1, 21, 23)
- Мечты (нем. Traumbilder, op. 8, 3, 27)
- баллада op. 4
- вальс-экспромт op. 6

камерная музыка
- два струнных квартета (op. 13, 20)
- струнный секстет op. 9
- соната для виолончели и фортепиано op. 24

для оркестра
- симфония «Орфей» op. 5
- концерт для фортепиано op. 28
- оркестровое произведение с текстом Фридриха Гёльдерлина.

## Признание
Именем Анзорге было названо Общество искусств и культуры (нем. Ansorge-Verein für Kunst und Kultur), основанное в Вене в 1903 году музыкальным критиком Паулем Штефаном и писателем Вильгельмом фон Виметалем. Присвоение Обществу имени Конрада Анзорге было обусловлено его широко известной приверженностью современной музыке и литературе. В 1911 году Общество вошло в состав Академического союза искусств и литературы (нем. Akademischer Verband für Kunst und Literatur).